# Hidetoshi Wakui
Hidetoshi Wakui (japanisch 和久井秀俊; * 12. Februar 1983 in Kanuma) ist ein ehemaliger japanischer Fußballspieler.

## Karriere
Wakui spielte bis 2002 in Brasilien beim EC Santo André. Zur Saison 2003 wechselte er nach Japan zu Albirex Niigata. Im Januar 2004 schloss er sich in Singapur der singapurischen Mannschaft von Albirex an. Im Januar 2006 wechselte Wakui nach Slowenien zum Zweitligisten Interblock Ljubljana. Für Interblock kam er bis Saisonende zu 13 Einsätzen in der 2. SNL. Als Zweitligameister stieg er mit dem Verein am Ende der Saison 2005/06 in die 1. SNL auf. In dieser kam er in der Saison 2006/07 zu 26 Einsätzen, in denen er vier Tore erzielte.
Zur Saison 2007/08 schloss er sich dem österreichischen Zweitligisten SV Bad Aussee an. Für die Steirer kam er in jener Spielzeit zu 15 Einsätzen in der zweiten Liga, in denen er ein Tor erzielte. Zu Saisonende stieg er mit dem Verein allerdings aus der zweithöchsten Spielklasse ab. Daraufhin kehrte er zur Saison 2008/09 nach Slowenien zurück, wo er sich dem Erstligisten ND Gorica anschloss. Nach zehn Einsätzen in der 1. SNL für Gorica verließ er den Verein in der Winterpause. Nach mehreren Monaten ohne Verein wechselte er im August 2009 nach Tschechien zum FK Bohemians Prag. In der Saison 2009/10 kam er zu elf Einsätzen in der Gambrinus liga. Aus dieser stieg er mit den Bohemians zu Saisonende als Tabellenletzter ab. Daraufhin verließ er den Verein.
Nach abermals mehreren Monaten Vereinslosigkeit wechselte er im Oktober 2010 nach Belarus zum FK Minsk. Für den Hauptstadtklub kam er zu zwei Einsätzen in der Wyschejschaja Liha. Im Februar 2011 wechselte Wakui nach Estland zum FC Nõmme Kalju. In seiner ersten Spielzeit im Baltikum kam er zu 35 Einsätzen in der Meistriliiga, in denen er sieben Tore erzielte. Mit Kalju wurde er in seiner ersten Saison Vizemeister. In der Saison 2012 wurde er mit dem Verein estnischer Meister. In der Meistersaison kam er zu 35 Einsätzen und machte zehn Treffer. Als Meister nahm er im Sommer 2013 mit Kalju an der Qualifikation zur UEFA Champions League teil, in der man in der dritten Runde an Viktoria Pilsen scheiterte und damit ins Playoff für die UEFA Europa League umstieg. In diesem scheiterte man allerdings am FK Dnipro. In der Saison 2013 wurde Wakui mit Kalju wieder Vizemeister und erzielte in 30 Ligaeinsätzen 15 Tore. In der Saison 2014 gelangen den Mittelfeldspieler in 33 Saisonspielen 21 Tore, womit er der beste Torschütze seines Vereins war ligaweit die fünftmeisten Tore erzielte. Für Kalju reichte es in jenem Jahr allerdings nur zum vierten Tabellenrang. In der Saison 2015 belegte er mit dem Verein den dritten Tabellenrang und absolvierte 28 Spiele, in denen er elf Tore erzielte. In jener Spielzeit gewann er mit Kalju erstmals in der Vereinsgeschichte den Cup. In der Saison 2016 war Wakui bei Nõmme Kalju nicht mehr gesetzt und kam nur noch zu 15 Saisoneinsätzen. Nach über 210 Pflichtspielen für den Verein und insgesamt 176 Einsätzen in der höchsten estnischen Spielklasse verließ er den Verein nach sechs Jahren nach der Saison 2016.
Nach rund einem halben Jahr ohne Verein wechselte er im August 2017 nach Finnland zum Zweitligisten IF Gnistan. Für Gnistan kam er bis zum Ende der Spielzeit 2017 zu elf Einsätzen in der Ykkönen, aus der er mit dem Verein jedoch absteigen musste. Daraufhin wechselte er zur Saison 2018 zurück nach Estland und schloss sich dem Erstligisten JK Tallinna Kalev an. Bei Kalev war der Japaner Kapitän und absolvierte 31 Spiele in der Meistriliiga, in denen er neun Tore erzielte. Nach der Saison 2018 verließ er Kalev wieder. Im März 2019 wechselte Wakui ein zweites Mal zu Gnistan. Bis Saisonende kam er zu 22 Einsätzen in der drittklassigen Kakkonen. Als Meister der Gruppe B stieg Gnistan zu Saisonende wieder in die Ykkönen auf. Nach Abschluss der Saison 2020 beendete Wakui seine aktive Laufbahn.

## Erfolge
FC Nõmme Kalju
- Estnischer Meister: 2012
- Estnischer Pokalsieger: 2014/15